# Abierto Mexicano de Tenis 2023
L'Abierto Mexicano de Tenis 2023, anche conosciuto come Abierto Mexicano Telcel presentado por HSBC per motivi di sponsorizzazione, è stato un torneo di tennis giocato sul cemento. È stata la 30ª edizione del torneo, facente parte della categoria ATP Tour 500 nell'ambito dell'ATP Tour 2023. Si è giocato all'Arena GNP Seguros di Acapulco in Messico, dal 27 febbraio al 4 marzo 2023.

## Partecipanti singolare

### Teste di serie
| Nazionalità | Giocatore      | Ranking* | Testa di serie |
| ----------- | -------------- | -------- | -------------- |
| Spagna      | Carlos Alcaraz | 2        | 1              |
| Norvegia    | Casper Ruud    | 4        | 2              |
| Stati Uniti | Taylor Fritz   | 7        | 3              |
| Danimarca   | Holger Rune    | 10       | 4              |
| Regno Unito | Cameron Norrie | 13       | 5              |
| Stati Uniti | Frances Tiafoe | 15       | 6              |
| Stati Uniti | Tommy Paul     | 21       | 7              |
| Australia   | Alex de Minaur | 23       | 8              |

* Ranking al 20 febbraio 2023.

### Altri partecipanti
I seguenti giocatori hanno ricevuto una wild card per il tabellone principale:
- Feliciano López
- Rodrigo Pacheco Méndez
- Ben Shelton

I seguenti giocatori sono entrati nel tabellone principale passando dalle qualificazioni:

- Tarō Daniel
- Nick Chappell
- Jacopo Berrettini
- Guido Andreozzi

I seguenti giocatori sono entrati in tabellone in tabellone come lucky loser:
- Luciano Darderi
- Elias Ymer

### Ritiri
Prima del torneo
- Carlos Alcaraz → sostituito da  Luciano Darderi
- Jenson Brooksby → sostituito da  Christopher Eubanks
- Richard Gasquet → sostituito da  Michael Mmoh
- Sebastian Korda → sostituito da  Mackenzie McDonald
- Cameron Norrie → sostituito da  Elias Ymer
- Reilly Opelka → sostituito da  Daniel Altmaier
- Stefanos Tsitsipas → sostituito da  Oscar Otte

## Partecipanti doppio

### Teste di serie
| Nazionalità | Giocatore            | Nazionalità   | Giocatore         | Ranking* | Testa di serie |
| ----------- | -------------------- | ------------- | ----------------- | -------- | -------------- |
| Paesi Bassi | Wesley Koolhof       | Regno Unito   | Neal Skupski      | 4        | 1              |
| El Salvador | Marcelo Arévalo      | Paesi Bassi   | Jean-Julien Rojer | 10       | 2              |
| Regno Unito | Jamie Murray         | Nuova Zelanda | Michael Venus     | 47       | 3              |
| Colombia    | Juan Sebastián Cabal | Colombia      | Robert Farah      | 48       | 4              |

* Ranking al 20 febbraio 2023.

### Altri partecipanti
Le seguenti coppie di giocatori hanno ricevuto una wild card per il tabellone principale:
- Jacopo Berrettini /  Matteo Berrettini
- Hans Hach Verdugo /  Miguel Ángel Reyes Varela

La seguente coppia di giocatori sono entrati nel tabellone principale passando dalle qualificazioni:
- Guido Andreozzi /  Guillermo Durán

### Ritiri
Prima del torneo
- Marcel Granollers /  Horacio Zeballos → sostituiti da  William Blumberg /  Casper Ruud
- Sebastian Korda /  Mackenzie McDonald → sostituiti da  Mackenzie McDonald /  Ben Shelton
- Feliciano López /  Stefanos Tsitsipas → sostituiti da  André Göransson /  Ben McLachlan

## Punti
| Evento    | V   | F   | SF  | QF | 2T   | 1T | Q  | Q2 | Q1 |
| Singolare | 500 | 300 | 180 | 90 | 45   | 0  | 20 | 10 | 0  |
| Doppio    | 500 | 300 | 180 | 90 | N.D. | 0  | 45 | 25 | 0  |

## Montepremi
| Evento    | V        | F        | SF       | QF      | 2T      | 1T      | Q2     | Q1     |
| Singolare | $376,620 | $202,640 | $108,000 | $55,170 | $29,455 | $15,710 | $8,050 | $4,515 |
| Doppio*   | $123,710 | $65,980  | $33,380  | $16,690 | $8,640  | N.D.    | N.D.   | N.D.   |

* per team

## Campioni

### Singolare
Alex de Minaur ha sconfitto in finale  Tommy Paul con il punteggio di 3-6, 6-4, 6-1.
• È il settimo titolo in carriera per de Minaur, il primo in stagione.

### Doppio
Alexander Erler /  Lucas Miedler hanno sconfitto in finale  Nathaniel Lammons /  Jackson Withrow con il punteggio di 7-6(9), 7-6(3).